# Liste der Eichstätter Domherren

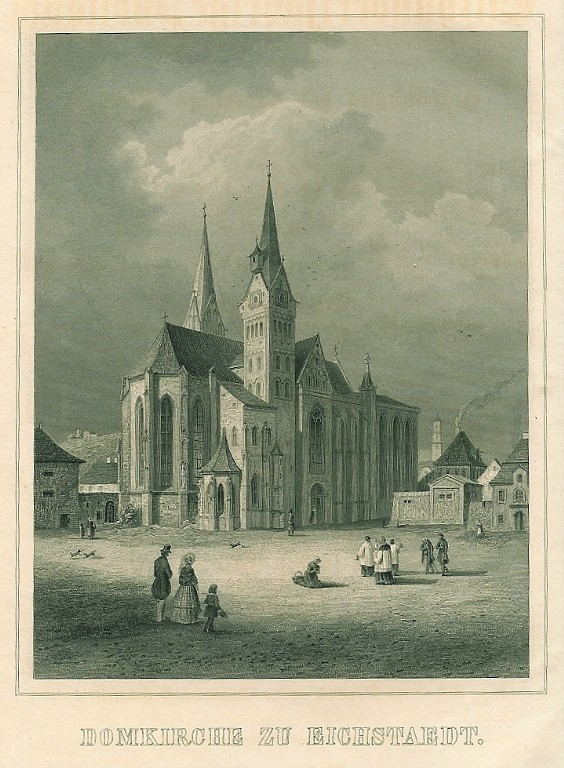
Der Dom zu Eichstätt um 1845

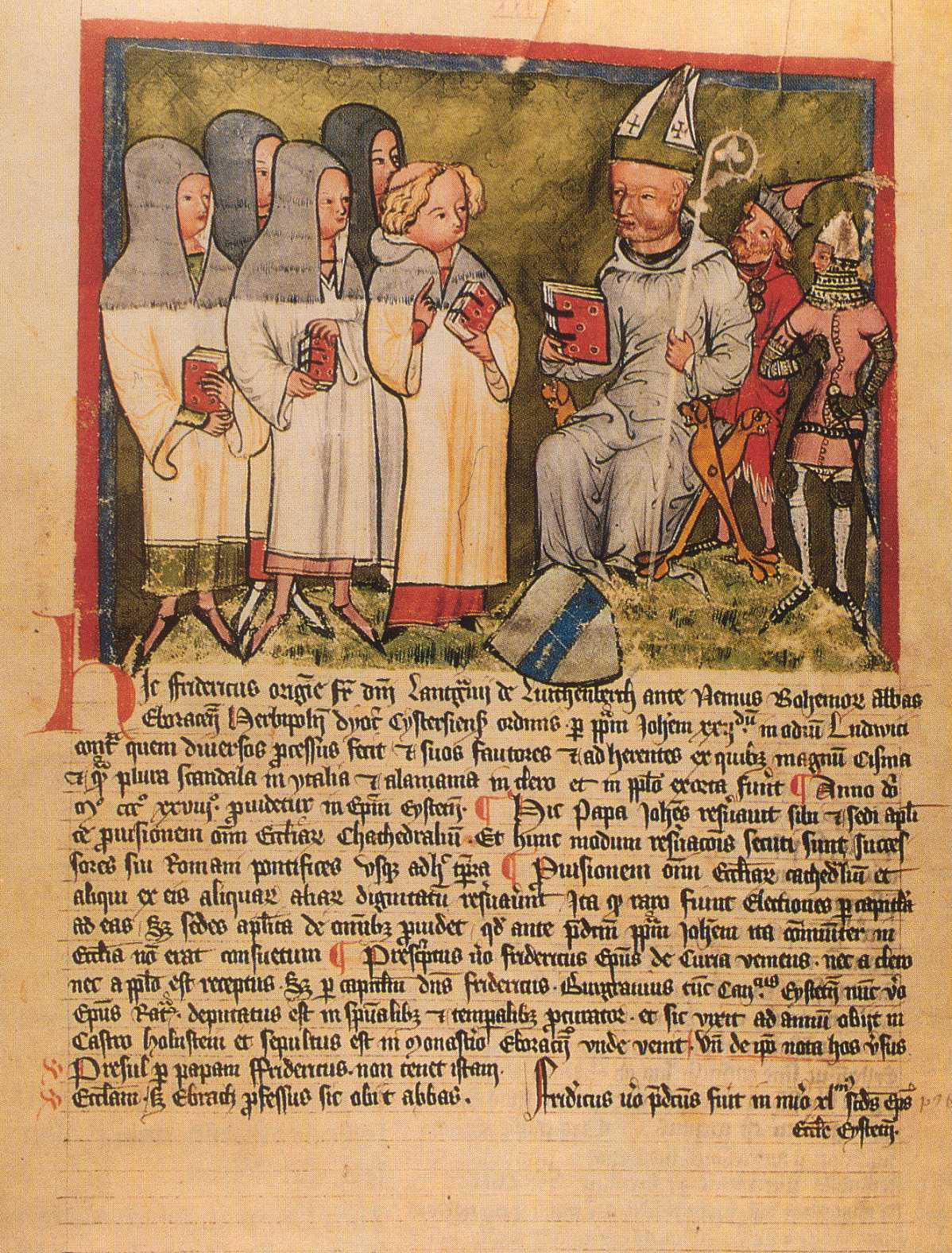
Bischof mit Domherren. Eine Seite aus dem Pontifikale Gundekarianum

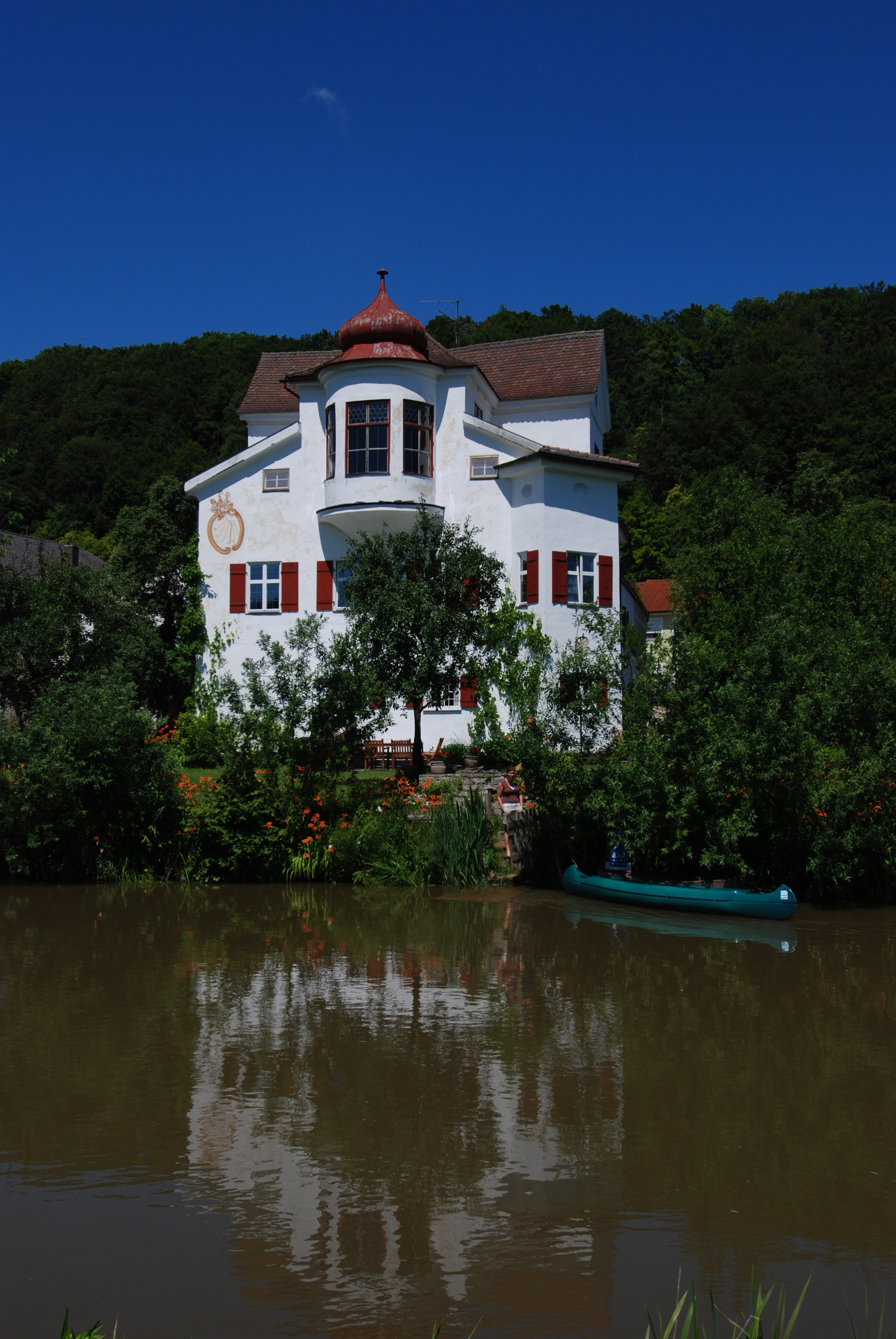
Schloss Inching, Sommersitz der Eichstätter Domherren und Weihbischöfe

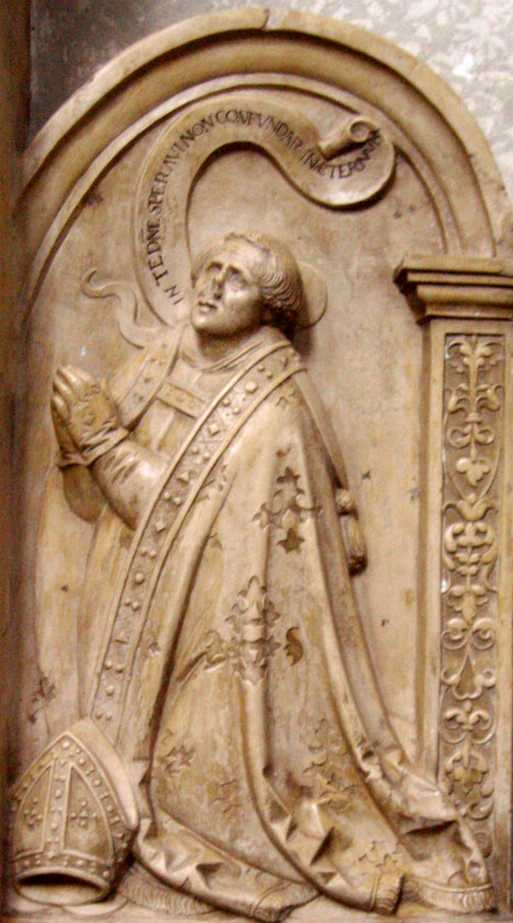
Moritz von Hutten auf dem von ihm 1552 gestifteten Albert von Hohenrechberg-Epitaph im Eichstätter Dom

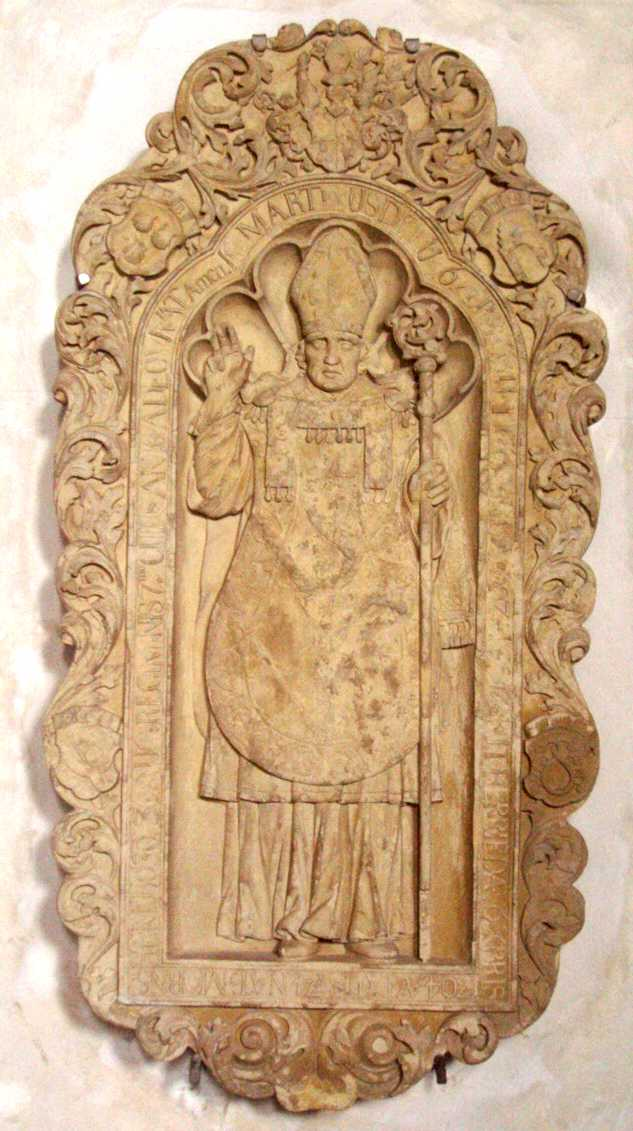
Johann Martin von Eyb. Epitaph im Eichstätter Dom, Eybkapelle, wahrscheinlich von Christian Handschuher

In der nachfolgenden Liste sollen alle Eichstätter Domherren bis zur Säkularisation zusammengestellt werden. Kleriker im Bistum Eichstätt hatten häufig mehrere kirchliche Ämter inne. Einige Domherren sind auch als Bischöfe von Eichstätt bekannt (siehe Liste der Bischöfe von Eichstätt). Viele stammen aus adeligen Familien, zum Teil auch aus Franken (siehe auch Liste fränkischer Rittergeschlechter).

## A
- Caspar Adelmann von Adelmannsfelden
- Anton Benedikt Friedrich Graf von Andlau († 1839), ehemaliger Fürst und Abt von Geiville (Gebweiler)

## B
- Johannes Brenner von Löwenstein († 1537), Generalvikar im Bistum Speyer; erhielt 1529 die hiesige Domherrenstelle von Philipp von Flersheim, der von ihr resignierte, als er Speyerer Bischof wurde.[1]

## C
- Familie Schenk von Castell
  - Johann Ulrich Schenk von Castell († 1658), Bruder des Fürstbischofs Marquard II. Schenk von Castell
  - Wolfgang Franz Schenk von Castell († 1669)
  - Franz Xaver Niclas Adam Christoph Graf Schenk von Castell († 1761)
  - Franz Ludwig Freiherr Schenk von Castell
- Johann Ludwig Graf von Cobenzl (1743–1792), ab 1773 Domherr, bei der Bischofswahl 1781  gescheitert, danach bis zum Tod 1792 Dompropst; erwirbt 1784 das nach ihm benannte Cobenzl-Schlösschen in Eichstätt

## E
- Johannes Eck
- Albrecht von Eyb
- Johann Martin von Eyb

## F
- Johann Anton II. von Freyberg

## G
- Ambrosius von Gumppenberg, ab 1528, ab 1560 Dechant

## H
- Johann Hugo I. von Hagen (siehe Schloss La Motte)
- Christoph Hundt zu Lautterbach
- Moritz von Hutten

## K
- Knebel von Katzenelnbogen
- Konrad von Kastel, Domherr um 1259, Domdekan 1269 (verfasste viele Einträge ins Pontificale Gundekarianum)

## L
- Johann Limbacher
- Josef Lederer

## M
- Leonhard Marstaller

## P
- Haupt III. von Pappenheim († 1479)[2]
- Caspar von Pappenheim († 4. Januar 1511)
- Friedrich (2) von Parsberg, († 1246), Domherr 1229–1237; 1237–1246 Bischof von Eichstätt
- Konrad (2) von Parsberg († 1316), Domherr zu Eichstätt 1285–1305, Domdekan, Erzdiakon; Domherr zu Regensburg 1292–1316; Pronotar Herzog Ludwigs II.
- Friedrich (4) von Parsberg († 31. Dezember 1449), Domherr ab 1416, 1420 Domdekan; 1437–1449 Bischof von Regensburg
- Johann Christoph von Parsberg († 1557), Domherr ab 1539; Domherr zu Regensburg ab 1532
- Eberhard von Parsberg († 1527), auch Domherr zu Regensburg
- Hans Christoph von Parsberg († 1566) siegelt 1562 als Domherr zu Eichstätt.
- Johannes (8) von Parsberg zu Münchshofen († 1588), Grabplatte im Lapidarium des Doms zu Eichstätt

## R
- Franz Ludwig Ferdinand Freiherr von Reinach (* 1709; † 1751), siehe z. B. Herlingshard

## S
- Prälat Klaus Schimmöller, Domkapitular (1983–2011), Domdekan (2004–2010), Dompropst (2010–2011)[3]
- Christoph von Schlammersdorf
- Marquard Wilhelm Graf von Schönborn (1683–1770), Dompropst von Eichstätt und Bamberg
- Franz von Starhemberg (* 5. November 1756 in Linz; † 7. Oktober 1818 in Eichstätt), Abt von Eichstätt[4]
- Raymund Anton von Strasoldo

## T
- Hermann von Thanhausen

## V
- Sixt Werner Vogt von Altensumerau und Prasberg

## W
- Johann Georg von Werdenstein (1542–1608), Domkapitular und Domkantor; auch Domherr in Augsburg
- Heinrich von Westerstetten (um 1394), Propst zu Herrieden[5]

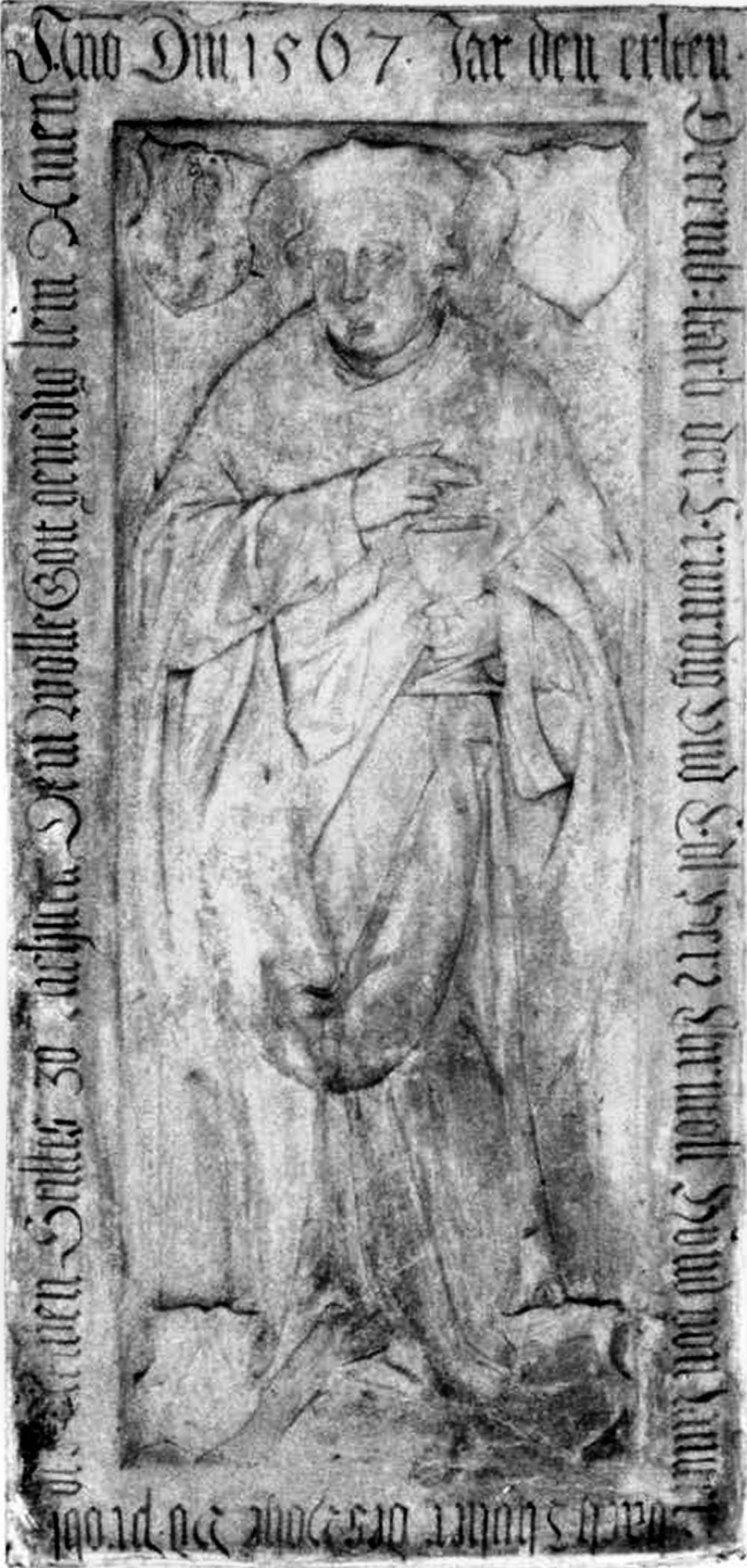
Grabplatte des Christoph Hund von Lauterbach im Mortuarium des Doms
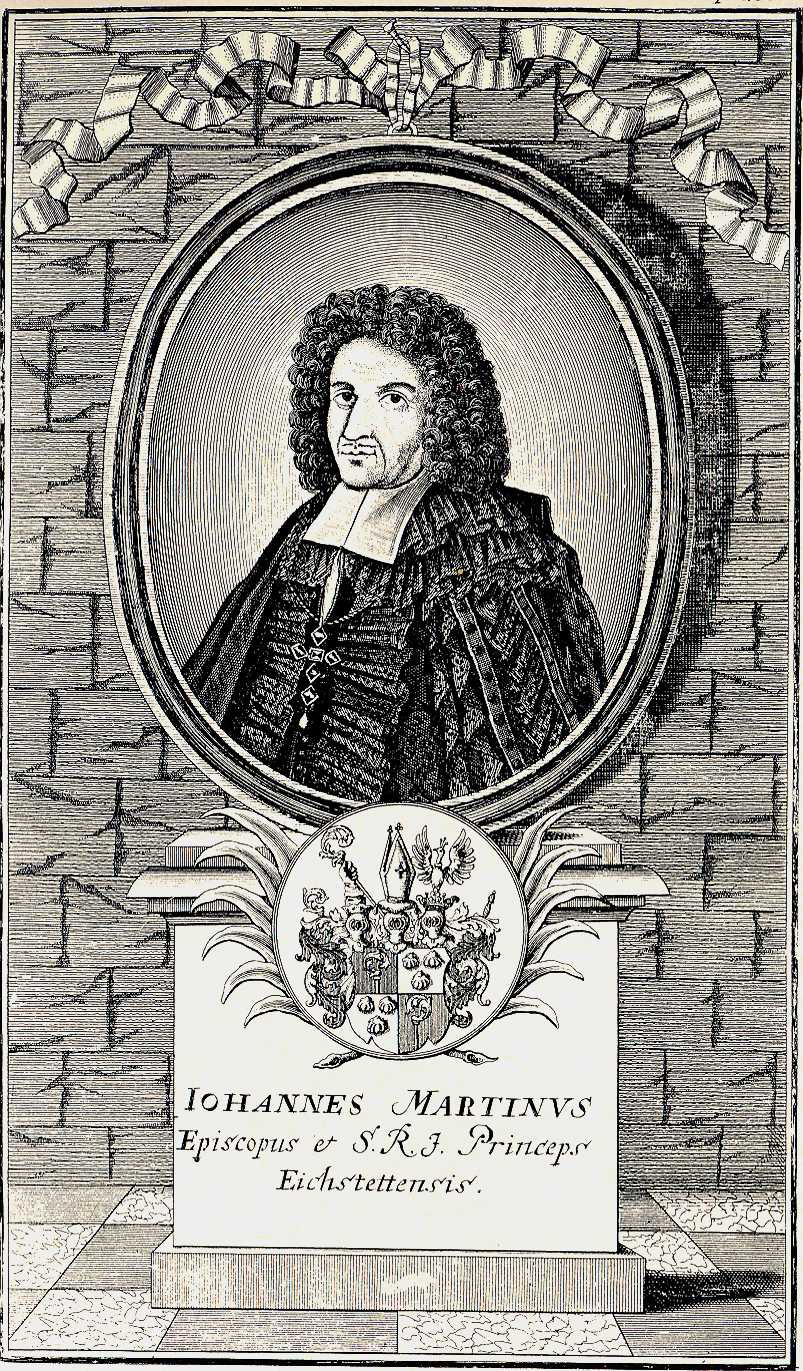
Johann Martin von Eyb. Kupferstich um 1733
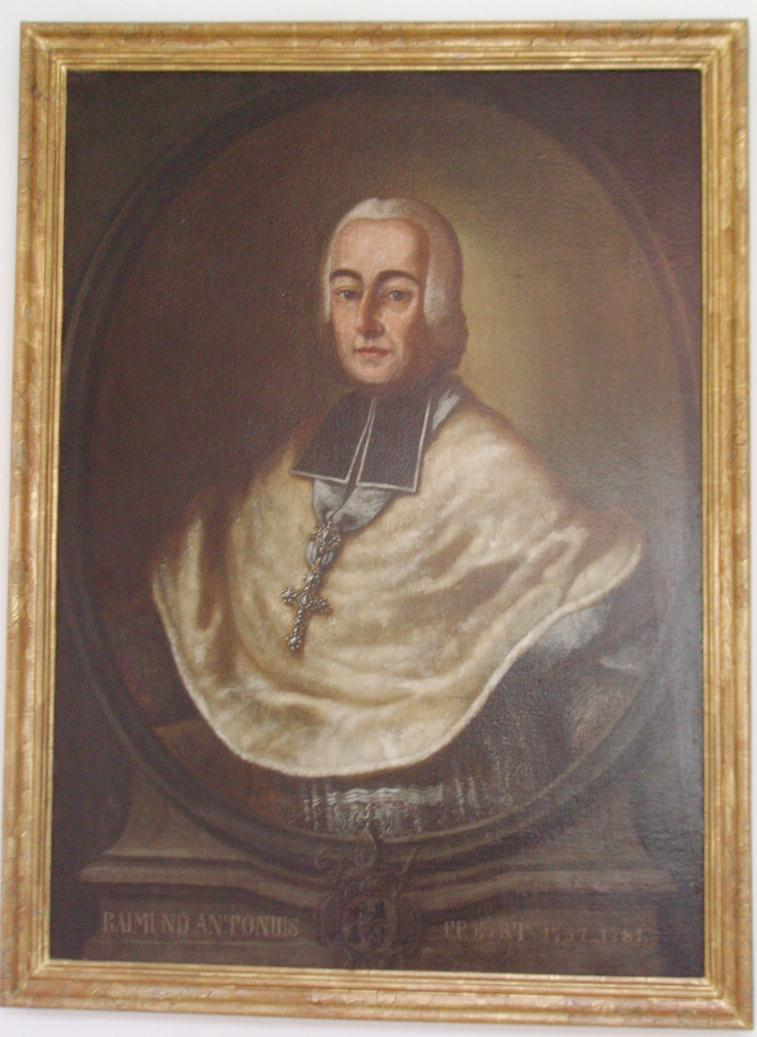
Raymund Anton von Strasoldo, Gemälde in Schloss Hirschberg
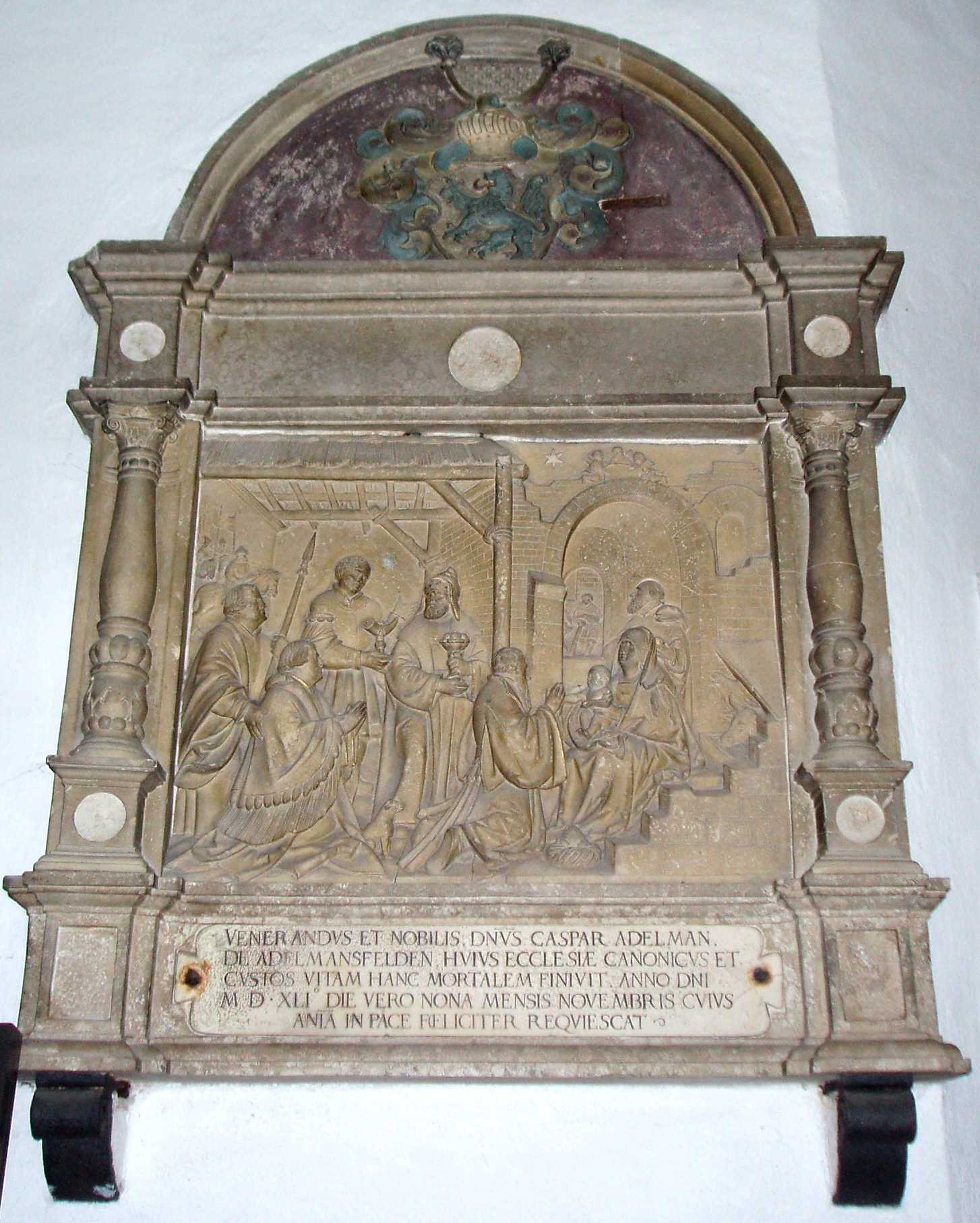
Epitaph des Domherrn Caspar Adelmann von Adelmannsfelden im Eichstätter Dom (von Loy Hering)
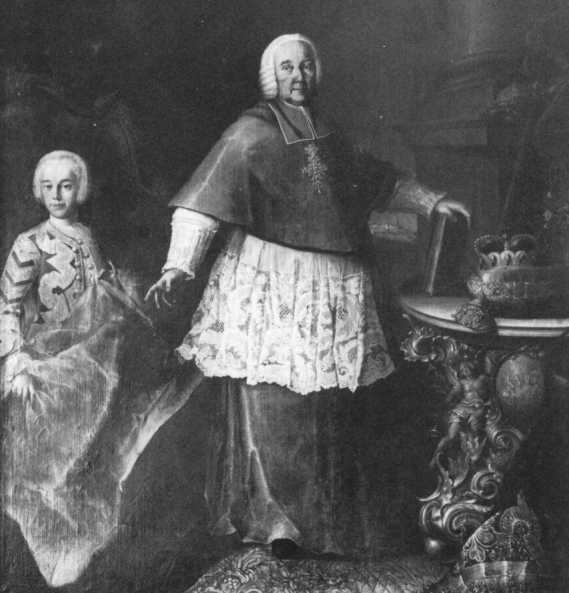
Johann Anton II. von Freyberg
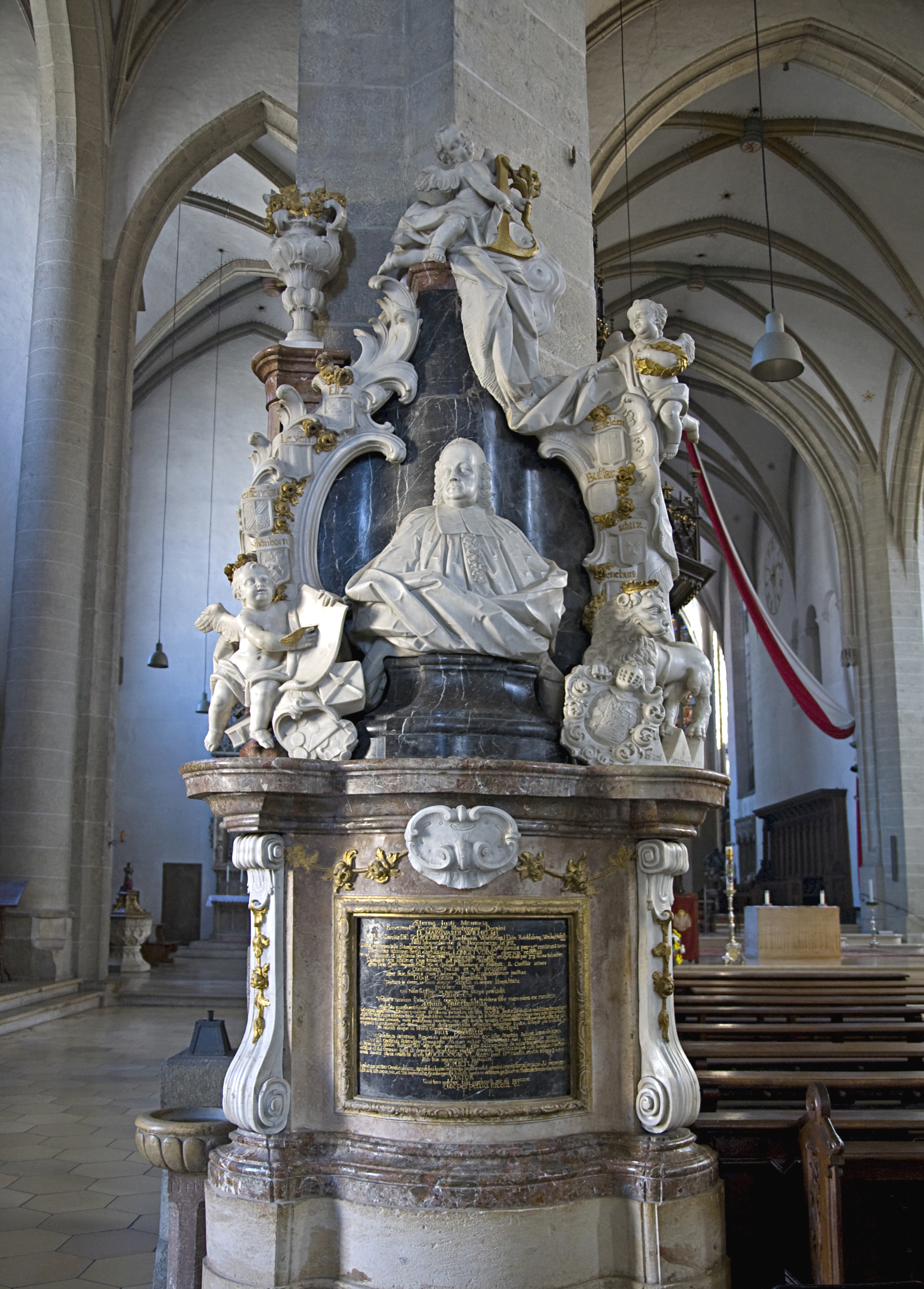
Epitaph des Dompropsts Marquard Wilhelm Graf von Schönborn im Eichstätter Dom
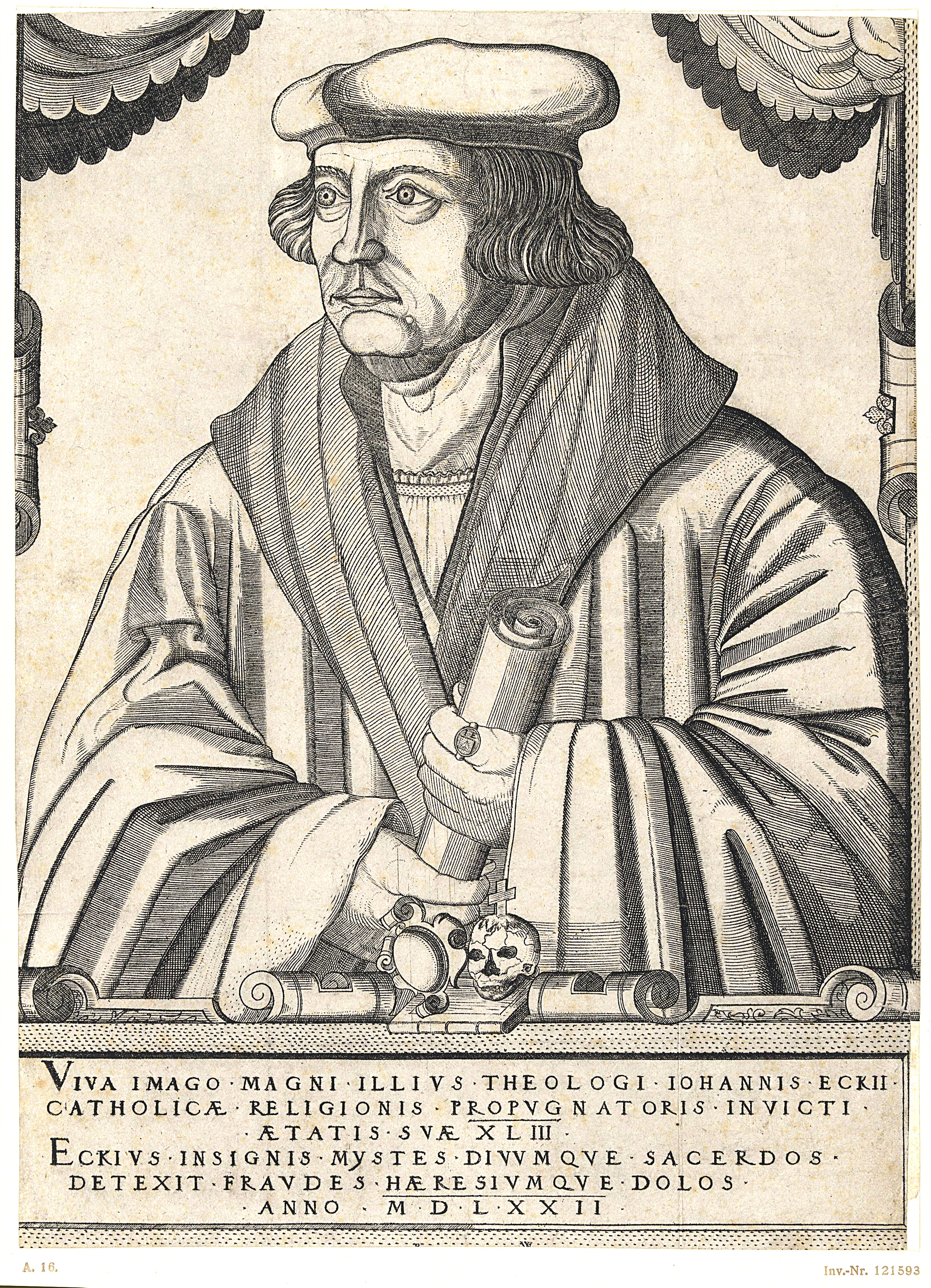
Kupferstich von Johannes Eck
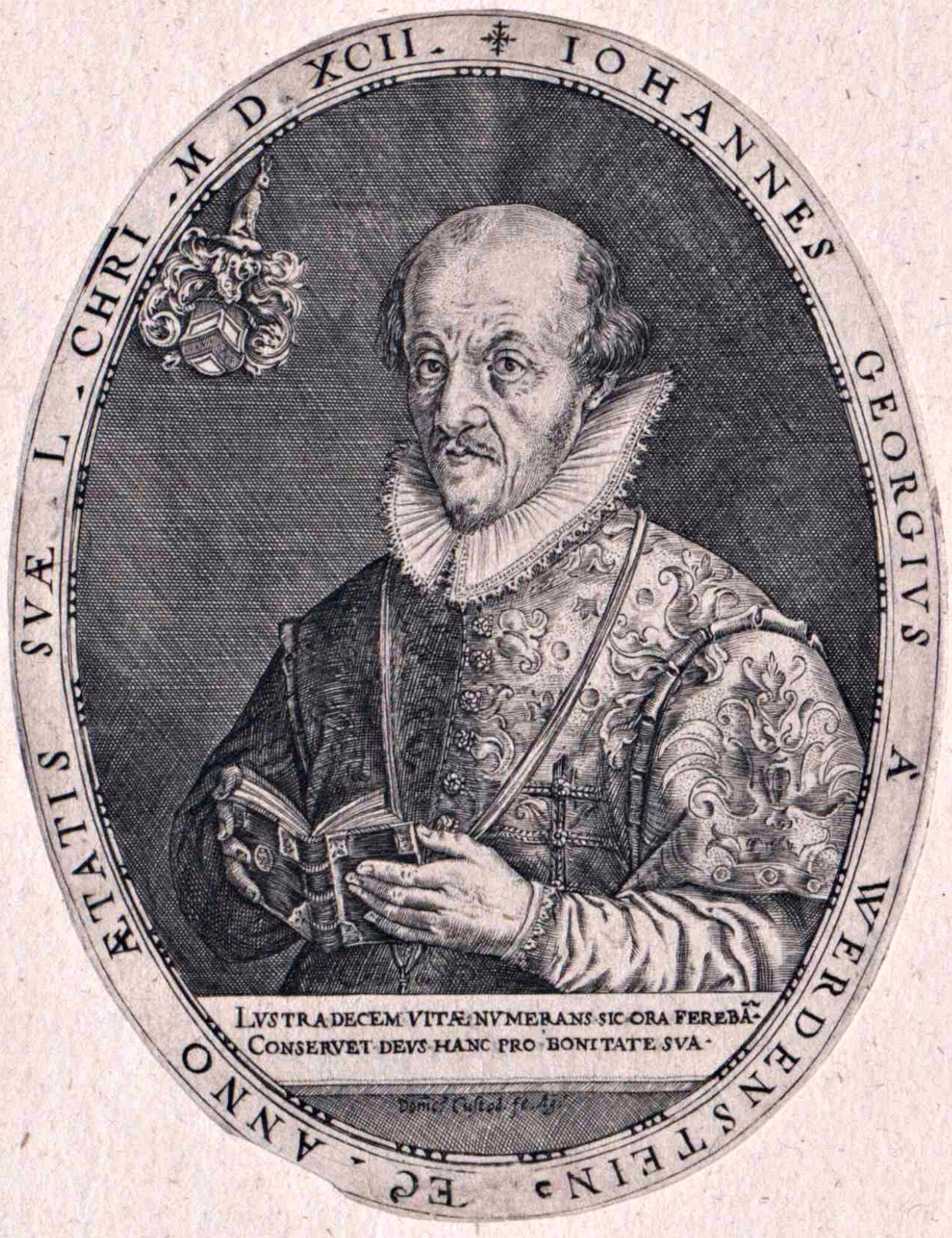
Johann Georg von Werdenstein